# 北条資時
北条 資時（ほうじょう すけとき）は、鎌倉時代中期の武将、北条氏の一門。鎌倉幕府の初代連署・北条時房の三男。母は正室の足立遠元の娘。

## 生涯
承久2年（1220年）正月14日、22歳で兄時村と共に突然出家する。詳細は不明だが、兄弟間で家督争いがあったと見られ、最終的に資時の同母弟の朝直が時房の嫡男とされた。
嘉禄3年（1237年）、39歳で北条氏で初めての評定衆となり、建長元年（1249年）12月、三番引付頭人に就任。建長3年（1251年）5月5日、在職のまま53歳で没。
和歌に秀で、『新勅撰和歌集』『続後撰和歌集』をはじめ、複数の勅撰和歌集に22首歌が採録されている。その歌の資質は藤原定家も高く評価したという。『吾妻鏡』には、資時がしばしば将軍が催した歌会に出席していることが描かれている。蹴鞠にも堪能であった。鈴木宏美は資時は文化人としての素質には恵まれたが、政治の手腕は具備していなかったと評している。
子の時成は「物狂」として子孫を残さなかったと見られ、資時の系統は断絶している。